# Zapped Again!
Zapped Again!(Uma Mistura Especial 2, no Brasil), dirigido por Doug Campbell, é um filme de 1990. É a sequencia de Zapped de 1982.

## Sinopse
Kevin Matthews é um calouro da "Ralph Waldo Emerson High School". Rejeitado pelo "Clube da Liga", ele insiste em entrar para o "Clube de Ciências". Lá, ele encontra uma variedade de fármacos e acidentalmente toma um deles, a partir daí ele desenvolve poderes psicocinéticos. Então ele começa a fazer várias coisas como tirar as roupas das garotas e e humilhar os rapazes do "Clube da Liga". No entanto, o "Clube da Liga" prepara uma surpreendente vingança.

## Elenco
- Todd Eric Andrews como Kevin
- Kelli Renee Williams como Lucy
- Reed Rudy como Wayne
- Maria Mccann como Amanda
- David Donah como Cecil
- Ira Heiden como Elliott
- Rossie Harris como Chris (como Ross Harris)
- Linda Larkin como Joanne
- Michael Harris como Mike (as M.K. Harris)
- Michael Kolyar como Shelton
- Brent Hinkley como Larry
- Sue Ane Langdon como Miss Burnhart
- Linda Blair como Miss Mitchell
- Karen Black como A professora substituta
- Lyle Alzado como Treinador Kirby